# سونی پی‌وی‌ام-۴۳۰۰

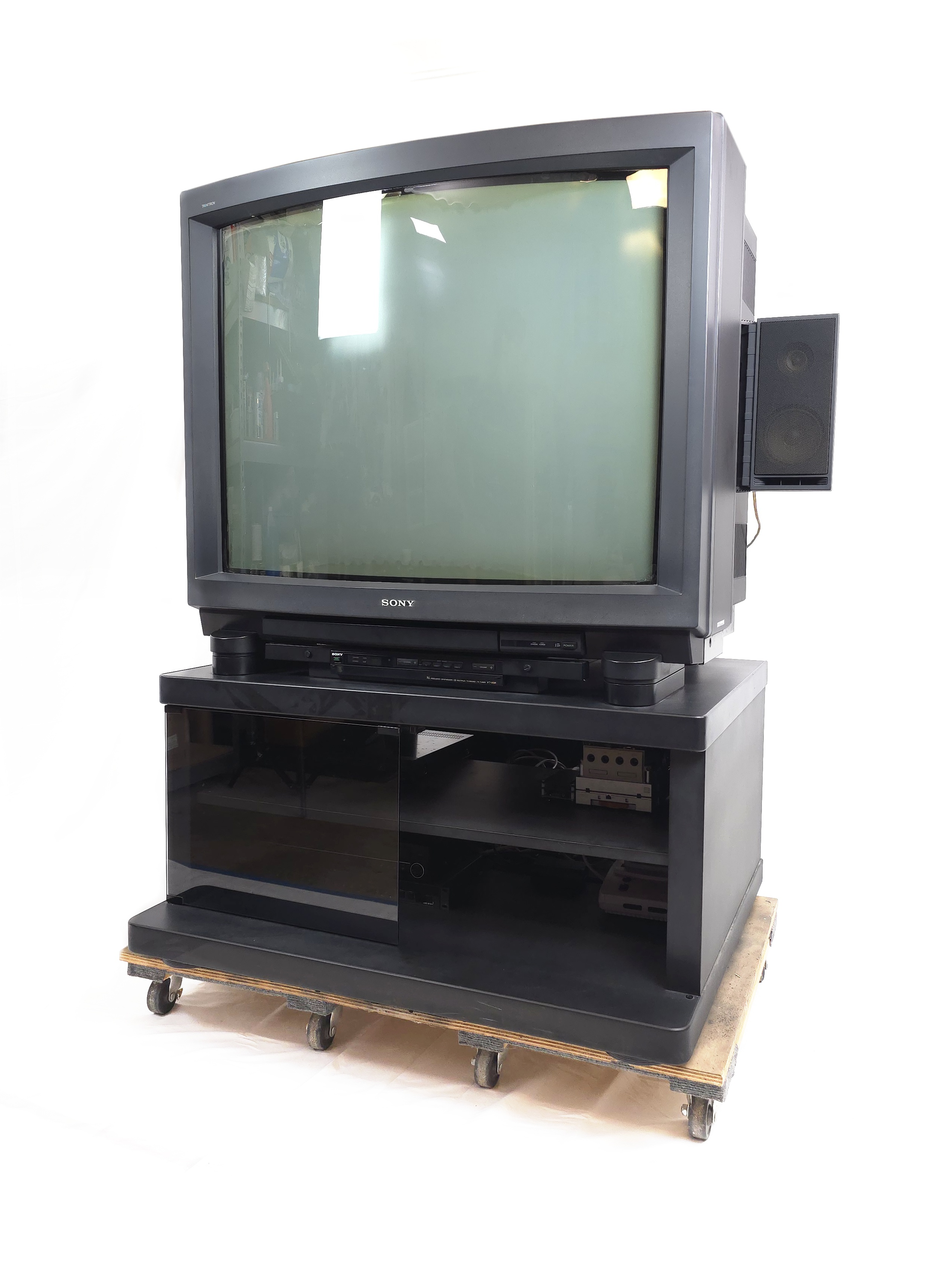

سونی پی‌وی‌ام-۴۳۰۰، که به عنوان KX-45ED1 نیز شناخته می‌شود، یک لامپ پرتوی کاتدی (CRT) است که توسط سونی در سال ۱۹۸۹ عرضه شد. این مانیتور بزرگ‌ترین مانیتور CRT است که تاکنون تولید شده و دارای صفحه‌نمایش ۴۳ اینچی با قطر است و وزن آن حدود ۲۰۰ کیلوگرم می‌باشد. توسعه این نمایشگر در سپتامبر ۱۹۸۷ به پایان رسید؛ و در آوریل ۱۹۸۹ در ژاپن و در سال ۱۹۹۰ در ایالات متحده به فروش رسید.

## تاریخ

### توسعه
در اواخر دهه ۱۹۸۰، سونی شروع به توسعه یک لامپ نمایش ۴۳ اینچی کرد که در سپتامبر ۱۹۸۷ به پایان رسید. PVM-4300 در شماره‌ای از مجله ژاپنی DIGIC در سال ۱۹۸۸ و همچنین در نشریات فناوری آمریکایی معرفی شد، اما تاریخ رسمی عرضه‌ای برای آن اعلام نشد.